# جون كلوديوس لودون
كان جون كلوديوس لودون (8 أبريل 1782 - 14 ديسمبر 1843) عالم نبات ومصمم حدائق ومؤلف اسكتلندي وُلد في كامبوسلانغ عام 1782. يُعد أول من استخدم مصطلح مشجر في الكتابة للإشارة إلى حدائق النباتات، خاصةً الأشجار، التي تُجمع بهدف إجراء الأبحاث العلمية. تزوج من جين سي. لودون، زميلته في مجال البستنة ومؤلفة قصص الخيال العلمي والفنتازيا والرعب والقوطية.

## بداية حياته
وُلِد لودون في كامبوسلانغ بمقاطعة لاناركشاير باسكتلندا لمزارع مُحترم. اكتسب، لذلك، في أثناء نشأته معرفة جيدة بالنباتات والزراعة. درس لودون في شبابه علم الأحياء والنبات والزراعة في جامعة إدنبرة. أطلق على نفسه مخططًا للمناظر الطبيعية في أثناء عمله في تخطيط المزارع في جنوب اسكتلندا. شهدت تلك الفترة تحول الأراضي المفتوحة من نظام ران ريغ الزراعي مع قرى المزارعين إلى نظام تسييج الحقول الذي أصبح سائدًا في الزراعة في بريطانيا اليوم.
عانى لودون من عرجة بسيطة في شبابه، ثم أصبح لاحقًا يعاني من إعاقة بسبب مرض التهاب المفاصل. قام برحلة كبرى ثانية في أوروبا وزار أيضًا الشرق الأدنى. اضطر الأطباء في عام 1826، بعد إصابته بالشلل بسبب الروماتزم والتهاب المفاصل، إلى بتر ذراعه اليمنى بعد عملية جراحية فاشلة لإصلاح ذراعه المكسورة. تعلم الكتابة والرسم بيده اليسرى واستعان برسام لإعداد مخططاته. صمم في الوقت ذاته على التعافي من إدمان الأفيون الذي كان يخفف ألمه.

## أعماله

### أعماله في البستنة
نشر لودون في عام 1803 تقريبًا مقالًا بعنوان ملاحظات حول تخطيط المساحات العامة في لندن. نصح في المقال بزراعة أشجار أخف بدلًا من الأشجار ذات الأوراق النباتية الكثيفة. أُصيب لودون بحمى الروماتزم في عام 1806، ما أدى إلى إعاقته، لكن لم يؤثر المرض على كتاباته. اضطر لودون بسبب تدهور حالته بمرور الوقت إلى الاستعانة بشخص يساعده في تخطيط رسوماته وأشكال مساعدة أخرى.
عين جورج فريدريك ستراتون لودون في عام 1808 لتنسيق حدائقه وزراعة أرضه، تيو بارك، حيث استطاع إنشاء مدرسة لتعليم الشباب نظريات الزراعة وطرق حراثة التربة. جمع تصميم لودون بين الكفاءة والراحة وتجلت فيه الأناقة والرقي. نشر لودون، بالتزامن مع أهداف نشر المعرفة الزراعية، كتيبًا بعنوان فائدة المعرفة الزراعية لأبناء مُلاك الأراضي في بريطانيا العظمى بقلم مزارع ووكيل أراضٍ اسكتلندي.
بدأ لودون في التركيز على تحسين بناء الدفيئة الزراعية وأنظمة الزراعة الأخرى بعد أن جاب أوروبا منذ عام 1813 إلى عام 1814. توصل في النهاية إلى تصميم أسطح مفصلية يمكن تعديلها حسب زاوية الشمس. وضع لودون أيضًا خططًا لمساكن عمال الصناعة وأنظمة التدفئة الشمسية. انتُخب في عام 1815 عضوًا مراسلًا في الأكاديمية الملكية السويدية للعلوم.
اكتسب لودون مكانة بصفته مخططًا حضريًا قبل فريدريك لو أولمستد والآخرين بعقود. شرح رؤيته حول إمكانية التخطيط طويل الأمد للمساحات الخضراء في لندن في كتابه تلميحات حول الأماكن للتنفس في المدينة الصادر عام 1829. قدم تصورًا لنمو المدينة وتطورها بعناية من خلال إدراج الأحزمة الخضراء.
وضع لودون في عام 1832 نظرية التصميم المسماة جاردينسك. اهتمت هذه النظرية بكل نبتة بشكلٍ فردي وزراعتها في أفضل ظروفٍ ممكنة لتنمو إلى أقصى حد. ساد في القرن التاسع عشر اعتقاد أن الحدائق لا ينبغي أن تحاكي الطبيعة، لذا فإن نظرية غاردينسك قدمت حلًا من خلال إضافة عناصر غريبة إلى الحدائق، واعتماد تصميمات مبنية على أشكال تجريدية.
كان للودون دورًا أساسيًا في اعتماد مصطلح عمارة تنسيق المواقع في مهنة العمارة الحديثة. اقتبس المصطلح من جيلبرت لاينغ ميسون وروج له في موسوعاته وفي كتابه الصادر عام 1840 بعنوان تنسيق الحدائق وهندسة المناظر الطبيعية للراحل همفري ريبتون.